# 15-та група армій
15-та група армій (англ. 15th Army Group) — оперативно-стратегічне об'єднання союзних військ за часів Другої світової війни, що діяла на Європейському театрі війни.
15-та група армій була заснована у червні 1943 року на території Північної Африки, щойно визволеної від німецько-італійських військ. Група армій формувалась з метою підготовки висадки десанту союзників на італійський острів Сицилія та мала у своєму складі певну кількість американських, британських, канадських та інших союзних армій військ. Споконвічно до групи армій увійшли британська 8-ма та американська 7-ма армії, формування з домініонів Британської імперії, а також два корпуси (по одному від Франції та Польщі), 1 бразильська дивізія та 7 бригад (6 італійських і одна грецька).

## Склад групи армій
- 15-та група армій — (генерал Гаролд Александер)
  -  8-ма британська армія — (генерал-лейтенант Олівер Ліз)
    - V британський корпус (генерал-лейтенант Чарльз Кейтлі)
      - 1-ша британська бронетанкова дивізія — (генерал-майор Річард Галл)
      - 4-та британська піхотна дивізія — (генерал-майор Альфред Дадлі Ворд)
      -  4-та Індійська піхотна дивізія — (генерал-майор Артур Голворті)
      -  46-та британська піхотна дивізія — (генерал-майор Джон Хоксворт)
      -  55-та Лондонська піхотна дивізія — (генерал-майор Джон Елдгам Вайтфілд)
      - 25-та британська танкова бригада

    -  I канадський корпус — (генерал-лейтенант Едсон Бернс)
      -  1-ша канадська піхотна дивізія — (генерал-майор Кристофер Воукз)
      - 2-га новозеландська дивізія — (генерал-лейтенант Бернард Фрейберг)
      -  5-та канадська бронетанкова дивізія — (генерал-майор Берт Гоффмайстер)
      - 3-тя грецька гірська бригада
      - 21-ша британська танкова бригада

    -  II польський армійський корпус — (генерал-лейтенант Владислав Андерс)
      -  3-тя польська Карпатська піхотна дивізія — (генерал-майор Броніслав Душ)
      -  5-та польська Кресова піхотна дивізія — (генерал-майор Нікодем Сулік)
      -  2-га польська бронетанкова бригада

    -  X британський корпус — (генерал-лейтенант Річард Маккрірі)
      -  10-та Індійська піхотна дивізія — (генерал-майор Деніс Рейд)
      - 9-та британська бронетанкова бригада

    - Італійська союзна армія — (генерал-лейтенант Паоло Берарді)

  -  5-та американська армія — (генерал-лейтенант Марк Вейн Кларк)
    -  II американський армійський корпус — (генерал-майор Джофрі Кіз)
      -  34-та американська піхотна дивізія — (генерал-майор Чарльз Болте)
      -  88-ма американська піхотна дивізія — (генерал-майор Джон Слоан)
      -  91-ша американська піхотна дивізія — (генерал-майор Вільям Лайвсей)

    -  IV американський армійський корпус — (генерал-майор Вільям Кріттенбергер)
      -  6-та південноафриканська бронетанкова дивізія — (генерал-майор Еверед Пул)
      -  85-та американська піхотна дивізія — (генерал-майор Джон Коултер)
      -  92-га американська піхотна дивізія — (генерал-майор Едвард Альмонд)
        -  442-й американський піхотний полк — (полковник Вірджіл Міллер)

      -  1-ша бразильська піхотна дивізія — (генерал-майор Маскареньяс ді Морайс)
      -  10-та американська гірсько-піхотна дивізія — (генерал-майор Джордж Прайс Гейз)

    - XIII британський корпус — (генерал-лейтенант Сідні Кіркман)
      -  1-ша британська піхотна дивізія — (генерал-майор Чарльз Ловен)
      -  6-та британська бронетанкова дивізія — (генерал-майор Гораціус Мюррей)
      -  8-ма Індійська піхотна дивізія — (генерал-майор Дадлі Расселл)

    - Резерв групи армій
      -  1-ша американська бронетанкова дивізія — (генерал-майор Вернон Прічард)

    - Італійський рух опору